# Omega Piscium
Désignations
Omega Piscium (ω Piscium / ω Psc) est une étoile de la constellation zodiacale des Poissons. Elle est visible à l'œil nu avec une magnitude apparente de 4,01. L'étoile présente une parallaxe de 31,26 ± 0,15 millisecondes d'arc mesurée par le satellite Hipparcos, ce qui permet d'en déduire qu'elle est distante de 104,3 ± 0,5 a.l. (∼ 32 pc) de la Terre.

## Propriétés
Omega Piscium est une étoile jaune-blanc de type spectral F4 V ou F4 IV, ce qui signifie qu'il s'agit soit d'une étoile qui est toujours sur la séquence principale, soit qui a déjà commencé à en sortir et qui est devenue une sous-géante. Son âge est d'environ 1,4 milliard d'années. Elle est 1,22 fois plus massive que le Soleil et 21 fois plus lumineuse que lui. Sa température de surface est de 6 641 K. L'étoile tourne sur elle-même à une vitesse de rotation projetée de 40,3 km/s.
Il a été proposé que l'étoile soit une binaire spectroscopique, sur la base d'une variation d'une période de 2,16 jours observée dans son spectre. Mais cette variation a été ultérieurement réinterprétée comme étant le résultat d'une variabilité intrinsèque de l'étoile, plutôt que d'être liée à la présence un hypothétique compagnon.
Dans le système de coordonnées de l'époque J2000.0, Omega Piscium était, parmi les étoiles qui ont une désignation de Bayer ou de Flamsteed, celle qui avait la plus grande ascension droite. Cependant en raison du phénomène de la précession des équinoxes, son ascension droite s'est accrue et est passée à 0h en 2013, perdant ce titre.

## Noms
Dans le catalogue d'étoiles du Calendarium d'Al Achsasi al Mouakket, l'étoile était désignée Dzaneb al Samkat, qui a été ensuite traduite en latin Cauda Piscis, ce qui signifie « la queue du poisson ».
En astronomie chinoise, l'étoile fait partie de l'astérisme du Coup de Tonnerre (霹靂, Pī Lì), qui, outre ω Piscium, comprend β Piscium, γ Piscium, θ Piscium et ι Piscium.